# Pero parva
Pero parva är en fjärilsart som beskrevs av William Schaus 1901. Pero parva ingår i släktet Pero och familjen mätare. Inga underarter finns listade i Catalogue of Life.